# MUSIC IS MY THING
「MUSIC IS MY THING」（ミュージック・イズ・マイ・シング）は、サマンサ・ジルズの同名の曲を日本の歌手グループ「dream」（現・Dream）が2003年2月13日にカバー、発売したシングル。
品番：AVCD-30433

## 概要
- メンバーが8人になってから初のシングル。テレビ東京系アニメ『ヒカルの碁』のエンディング・テーマとして2003年1月から3月まで放送されていた。
- 初回特典ではステッカー仕様[1]のスリーブを外すと、8人それぞれのジャケット写真が出てくる仕掛けになっていた。また期間限定でジャケット裏に記載されているパスワードを入力すると、携帯待受画像を送るという特典も付いていた。
- また、橘佳奈、長谷部優、山本紗也加にしかソロパートがない。
- PVにはカラテカが教師役で出演している。

## PVでのコスプレ
PVでは一員のコスプレが話題になった。それぞれの衣装は以下の通り。
- 阿井莉沙…ウェイトレス
- 阿部絵里恵…メイド
- 高本彩…チアガール
- 中島麻未…宇宙人
- 西田静香…ナース
- 橘佳奈…女社長
- 長谷部優…スチュワーデス
- 山本紗也加…天使

## 収録曲
1. MUSIC IS MY THING （ORIGINAL MIX）
作曲：Fоnny De Wulf、作詞/日本語詞：John Sauli、海老根祐子、編曲：冬野竜彦
2. MUSIC IS MY THING （INSTRUMENTAL）